# Iván Andrassew
Iván Andrassew (Andrasev) (n. 29 iulie 1952, Budapesta- d.14 ianuarie 2015,  Budapesta) a fost un scriitor, prozator, nuvelist și jurnalist maghiar.